# Pentecoste (Grão Vasco)
La Pentecoste è un dipinto a olio su tavola di Grão Vasco realizzato nel 1534-1535 e conservato nel Monastero della Santa Croce che forma il pannello centrale della pala d'altare della Cappella dello Spirito Santo a Coimbra in Portogallo.
Nel XVIII secolo, la ristrutturazione del Monastero di Santa Croce portò alla demolizione del Chiostro della Portaria, a cui apparteneva la Cappella dello Spirito Santo, e del dipintoPentecoste, unico superstite dell'ordine iniziale di quattro dipinti realizzati dal Monastero a Vasco Fernandes, fu trasferita nella sala della sagrestia.
La Pentecoste è un esempio unico e fondamentale nell'opera di Vasco Fernandes, testimonianza della sua adesione ai valori del Rinascimento italiano, ben avvertibile dalla firma latinizzante da lui inserita nel dipinto: «VELASCS».
La presenza di Vasco Fernandes nell'ambiente umanista di Coimbra per l'esecuzione della Pentecoste e delle altre tre tavole (scomparse) che Frei Brás de Barros gli commissionò, deve aver influenzato il percorso artistico e l'assimilazione dei nuovi valori rinascimentali da parte del pittore.

## Storia
Reynaldo dos Santos, nel Livro da Receita e Despesa (Libro delle entrate e delle uscite) del Monastero di Santa Croce.
Nel 1541, D. Fernando de Mendanha considera l'opera dipinta “dalla mano di un altro Apelle ”. Alla fine dello stesso secolo, frate Jerónimo Roman, descrivendo anch'egli dettagliatamente il monastero, così fa riferimento alla cappella dell'Espírito Santo: “comandò che fosse costruita da D. João III, eccellente nel disegno, dalla mano di coloro che scolpirono e dipinto lì.
Fu per anni un'opera controversa, poiché si presumeva che la firma VELASC9 non corrispondesse alla forma latinizzata di Vasco.
Dopo alcuni importanti lavori di ristrutturazione del Monastero, il chiostro dell'ordinanza fu demolito in occasione della costruzione del Municipio e Pentecoste, l'unica superstite della commissione iniziale, fu trasferita nella sala della sacrestia dove è rimasta esposta da allora. Dal 2003, anno in cui si è svolta la celebrazione di Coimbra come Capitale Nazionale della Cultura, la Pentecoste è stata nuovamente spostata e collocata in bella mostra nella sala principale della mostra intitolata “Memorie di Santa Cruz”, che ha avuto luogo nella Sala del refettorio del Monastero.

## Descrizione e stile
Il dipinto rappresenta l'episodio della discesa dello Spirito Santo nel giorno di Pentecoste riportato nel Nuovo Testamento (At 2,1–41) che diede origine ad una delle celebrazioni più importanti del culto cristiano.
Secondo la storica dell'arte Dalila Rodrigues, un'intensa espressività e commozione può essere vista come espressione di sentimento religioso nei volti e nelle figure degli apostoli, che sono scossi in un rapimento trascendente. Al centro e nella serenità scultorea si trova il gruppo della trinità femminile, in contrasto con l'agitazione degli apostoli. Una luce intensa svela il centro della raffinata cornice architettonica di ispirazione rinascimentale.
Il contrasto tra lo spazio scenico e le figure femminili, e la forma ellittica costituita dalle figure che circondano questa trinità, evidenzia l'eclettismo delle componenti classiciste di Vasco Fernandes, con la drammaticità delle figure in primo piano, accentuata dal colore rosso delle i loro mantelli, estranei ad ogni concezione classicista della figura umana. La contraddizione tra la classicità dell'architettura e la drammaticità delle figure è una delle caratteristiche dell'opera.
Sempre per Dalila Rodrigues, la concezione e la collocazione scenica delle figure e il cromatismo richiamano un modello o risultano da una riflessione profonda, con la latinizzazione della firma, che appare in primo piano su una pergamena arrotolata, sintomo dell'uso di una nuovo stile di linguaggio pittorico.
Il dipinto attualmente presenta una bella cornice coeva, ma non è l'originale. Attraverso l'esame radiografico sono stati rilevati sul dipinto dei segni negli angoli superiori appartenenti all'intaglio della struttura che lo aveva inizialmente incorniciato.

## Esposizioni
Riepilogo della partecipazione di Pestecostes alle mostre, sulla base dell'elenco preparato da Joana Salgueiro:
- 1940 – Mostra: “I primitivi portoghesi”, Lisbona: Museu das Janelas Verdes (settembre – maggio)
- 1955-56 – Mostra (Londra: Royal Academy of Arts): “Mostra di arte portoghese 800-1800”
- 1982-83 – Mostra (Lisbona: aprile – luglio): “Le scoperte dell'Europa portoghese e rinascimentale” XVII Mostra europea di arte, scienza e cultura. In cui seguì la Pentecoste in sostituzione del previsto Calvario di Cristóvão de Figueiredo a causa delle grandi dimensioni e della difficoltà di spostare quest'opera.
- 1991 – Mostra (Anversa/Belgio: Koninklijk Museum voor Schone Kunsten – dal 29/09/91 al 29/12/91): “Feitorias: l'art au Portugal au temps des Grandes Découvertes (fin XIVe siècle jusqu'à 1548)” , Europalia 91
- 1992 – Mostra (Lisbona: Palácio da Ajuda – dal 17/03/92 al 10/06/1992): “Grao Vasco e la pittura rinascimentale europea”. Con autorizzazione dell'IPPAR e contro la decisione della Diocesi. Gli è stata negata la partecipazione all'«Expo92» di Siviglia, “Esposizione d'Arte e Cultura intorno al 1492”. (dal 18 marzo al 18 settembre), poiché le date coincidevano con la mostra portoghese.
- 2002 – Mostra (Salamanca: Colégio de Santo Domingo – dal 12/07/02 al 15/09/2002): “Grão Vasco e la pittura portoghese del Rinascimento 1500.1540”
- 2003 – Mostra (Refettorio del Monastero di Santa Cruz de Coimbra): “Pintura Manuelina de Coimbra – A Oficina de Gil e Manuel Vicente”, Coimbra Capitale Nazionale della Cultura 2003
- 2003-2012 - Mostra (Coimbra): “Memorie di Santa Cruz”, Refettorio del Monastero di Santa Cruz de Coimbra